# Катенін

Взаємодія структурних білків біля з'єднання адгезинів на кадгериновій основі. Точний спосіб, за допомогою якого кадгерини зв'язуються з актиновими філаментами, все ще досліджується.

Катеніни — родина білків, які знаходяться в комплексах з кадгеринами — молекулами клітинної адгезії тваринних клітин. Перші два катеніни, які були ідентифіковані, стали відомі як α-катенін і β-катенін. α-Катенін може з'єднуватися з β-катеніном, а також може з'єднувати ниткоподібний актин (F-актин). β-катенін з'єднується безпосередньо з цитоплазматичним хвостом класичних кадгеринів. Також були ідентифіковані додаткові катеніни, такі як γ-катенін і δ-катенін. Назву "катенін" ("catena" латиною означає "ланцюжок") було обрано тому, що передбачалося, що катеніни можуть з'єднувати кадгерини з цитоскелетом.

## Типи
- α-катенін
- β-катенін
- γ-катенін
- δ-катенін

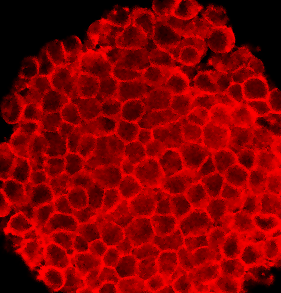
Рисунок 1. β-катенін у міжклітинних контактах клітин ембріональної карциноми P19.

Усі, крім α-катеніну, містять "повтори броненосця". Вони виявляють високий ступінь динаміки білка, як наодинці, так і в комплексі.

## Функція
Кілька типів катенінів працюють разом із N-кадгеринами, відіграючи важливу роль у навчанні та пам’яті.
Комплекси міжклітинної адгезії необхідні для підтримки структури, функції та полярності клітин простого епітелію вищих організмів. Ці комплекси, які допомагають регулювати ріст клітин на додаток до створення та підтримки епітеліальних шарів, відомі як адгезивні контакти, і вони зазвичай включають принаймні кадгерин, β-катенін і α-катенін. Катеніни відіграють важливу роль у клітинній організації та полярності задовго до процесу розвитку та залучення сигнальних шляхів Wnt та кадгеринів.
Основна механічна роль катенінів полягає в з'єднанні кадгеринів з нитками актину у складі адгезивних контактів епітеліальних клітин. Більшість досліджень з вивчення дії катенінів зосереджені на α-катеніні та β-катеніні. β-катенін особливо цікавий, оскільки він відіграє подвійну роль у клітині. Перш за все, зв'язуючись із внутрішньоклітинними цитоплазматичними хвостовими доменами рецептора кадгерину, він може діяти як інтегральний компонент білкового комплексу в з'єднаннях адгеринів, який допомагає клітинам підтримувати епітеліальні шари. β-катенін діє як якір, прикріплюючи актиновий цитоскелет до з'єднань, і, можливо, може сприяти передачі сигналів контактного інгібування всередині клітини. Наприклад, коли епітеліальний шар завершений і адгезивні контакти вказують на те, що клітина оточена іншими клітинами, β-катенін може зіграти певну роль, повідомляючи клітину, що пора припинити проліферацію, оскільки в цій ділянці вже немає місця для нових клітин. По-друге, β-катенін бере участь у сигнальному шляху Wnt як мішень (у подальших стадіях). Хоча цей шлях дуже детально описаний і не повністю зрозумілий, загалом, коли Wnt відсутній, GSK-3B (компонент цього шляху) здатний фосфорилювати β-катенін у результаті утворення комплексу, який містить β-катенін, AXIN1, AXIN2, APC (продукт гена супресора пухлин), CSNK1A1 і GSK3B. Після фосфорилювання N-кінцевих залишків Ser і Thr β-катеніну, BTRC сприяє його убіквітинуванню, що спричиняє його деградацію комплексом TrCP/SKP. З іншого боку, коли присутній Wnt, GSK-3B витісняється з раніше згаданого комплексу, внаслідок чого β-катенін не фосфорилюється і, таким чином, його убіквітинування не відбувається. У результаті його рівень у клітині стабілізується, оскільки він накопичується в цитоплазмі. Згодом частина цього накопиченого β-катеніну переміститься в ядро за допомогою Rac1. У цей момент β-катенін стає коактиватором для TCF і LEF для активації генів Wnt шляхом витіснення репресорів транскрипції Groucho і HDAC. Ці генні продукти важливі для визначення долі клітин під час нормального розвитку та підтримки гомеостазу, або вони можуть призвести до нерегульованого росту при таких розладах як рак, якщо відбудуться мутації в β-катеніні, APC або Axin, кожна з яких може призвести до стабілізації цього нерегульованого рівня β-катеніну в клітинах.
Хоча в дослідженнях клітинної адгезії α-катеніну приділяється менше уваги, він, тим не менш, є важливим гравцем у клітинній організації, функції та росту. α-Катенін бере участь у формуванні та стабілізації адгезивних контактів шляхом зв'язування з комплексами β-катенін-кадгерин у клітині. Точні механізми, за допомогою яких α-катенін діє в адгезивних контактах, досі невідомі, однак цілком імовірно, що α-катенін діє спільно з вінкуліном, зв'язуючись з актином і допомагаючи стабілізувати контакти.

### Взаємодія з кадгеринами
Клітини ембріональної карциноми F9 схожі на клітини P19, показані на малюнку 1, і зазвичай мають міжклітинну адгезію, опосередковану Е-кадгерином разом із β-катеніном, який з'єднаний з цитоплазматичним доменом Е-кадгерину. Клітини F9 були генетично сконструйовані задля відсутності β-катеніну, що призвело до збільшення асоціації плакоглобіну з E-кадгерином. У клітинах F9, у яких відсутні як β-катенін, так і плакоглобін, дуже мало E-кадгерину та α-катеніну накопичується на поверхні клітини. Миші без β-катеніну мають дефектні ембріони. Миші, спеціально сконструйовані для отримання клітин ендотелію судин з дефіцитом β-катеніну, демонструють порушення адгезії між клітинами ендотелію судин. Миші без плакоглобіну мають дефекти клітинної адгезії в багатьох тканинах, хоча β-катенін замінює плакоглобін у багатьох клітинних контактах. Кератиноцити, сконструйовані таким чином, щоб не експресувати альфа-катенін, мали порушену клітинну адгезію та активований NF-κB. Лінія пухлинних клітин з дефектним δ-катеніном, низьким рівнем Е-кадгерину та поганою міжклітинною адгезією може бути відновлена до нормальної морфології епітелію та підвищених рівнів Е-кадгерину шляхом експресії нормальних рівнів функціонального δ-катеніну.

## Клінічне значення
Як згадувалося раніше, ті самі властивості катеніну, які надають йому важливу роль у визначенні нормальної долі клітин, гомеостазі та рості, також роблять його чутливим до змін, які можуть призвести до аномальної поведінки та росту клітин. Будь-які зміни в організації та адгезії цитоскелета можуть призвести до зміни сигналізації, міграції та втрати контактного гальмування, що може сприяти розвитку раку та утворенню пухлини. Зокрема, було визначено, що катеніни відіграють важливу роль у аномальному рості шару епітеліальних клітин, пов'язаному з різними типами раку. Мутації в генах, що кодують ці білки, можуть призвести до інактивації кадгеринових клітинних адгезій і усунення контактного інгібування, дозволяючи клітинам проліферувати та мігрувати, таким чином сприяючи канцерогенезу. Відомо, що катеніни пов'язані з колоректальним раком і раком яєчників, і вони були виявлені в піломатрикомі, медулобластомі, плеоморфних аденомах і злоякісній мезотеліомі.
Хоча про точний механізм дії α-катеніну відомо менше, його присутність у раку сильно відчувається. Через взаємодію β-катеніну та α-катеніну актин та E-кадгерин з'єднуються, забезпечуючи клітину засобами стабільної клітинної адгезії. Однак зниження цієї адгезивної здатності клітини було пов'язане з метастазами та прогресуванням пухлини. У нормальних клітинах α-катенін може діяти як супресор пухлин і може допомогти запобігти дефектам адгезії, які асоційовані з раком. З другого боку, нестача α-катеніну може сприяти аберантній транскрипції, що може призвести до раку. Таким чином, можна зробити висновок, що рак найчастіше асоціюється зі зниженням рівня α-катеніну.
Імовірно, β-катенін також відіграє значну роль у розвитку різних форм раку. Однак, на відміну від α-катеніну, підвищені рівні β-катеніну можуть бути пов’язані з канцерогенезом. Зокрема, аномальні взаємодії між епітеліальними клітинами та позаклітинним матриксом пов'язані з надмірною експресією цих β-катенінів та їх зв'язком з кадгеринами при деяких видах раку. Стимуляція шляху Wnt/β-катенін та його роль у сприянні утворенню злоякісних пухлин і метастазах також має стосунок до раку.
Роль катеніну в епітеліально-мезенхімальному переході (ЕМП) також нещодавно привернула багато уваги через його внесок у розвиток раку. Було показано, що HIF-1α може індукувати як шлях ЕМП, так і сигнальний шлях Wnt/β-катенін, таким чином посилюючи інвазивний потенціал клітин LNCaP (клітин раку простати людини). Як наслідок, цілком можливо, що ЕМП, пов'язаний з підвищеною регуляцією HIF-1α, контролюється сигналами цього шляху Wnt/β-катенін. Взаємодія катеніну та ЕМП також може відігравати певну роль у розвитку гепатоцелюлярної карциноми. Обробка VEGF-B клітин карциноми печінки може спричинити переміщення α-катеніну з його нормального розташування на мембрані в ядро та зниження експресії E-кадгерину, таким чином сприяючи ЕМП та інвазивності пухлини.
Існують інші фізіологічні фактори, які пов'язані з розвитком раку через їхню взаємодію з катенінами. Наприклад, більш високі рівні колагену XXIII асоціюються з вищими рівнями катенінів у клітинах. Ці підвищені рівні колагену допомогли полегшити адгезію та незалежний від прикріплення клітин ріст і надали докази ролі колагену XXIII у розвитку метастазів. В іншому прикладі передача сигналів Wnt/β-катенін була ідентифікована як активація мікроРНК-181 у гепатоцелюлярній карциномі, яка відіграє роль у її онкогенезі.

### Останні клінічні дослідження
Нещодавно в лабораторії та клініці було проведено низку досліджень щодо нових можливих методів лікування раку, пов'язаних із катеніном. Антагоністи інтегрину та імунохіміотерапія 5-фторурацилом разом з полісахаридом-К показали багатообіцяючі результати. Полісахарид-К може сприяти апоптозу шляхом інгібування активації NF-κB, яка зазвичай посилюється, і інгібування апоптозу, коли рівень β-катеніну підвищується при раку. Таким чином, використання полісахариду-К для інгібування активації NF-κB можна використовувати для лікування пацієнтів з високим рівнем β-катеніну.
У короткостроковій перспективі поєднання сучасних методів лікування з терапевтичними засобами, націленими на асоційовані з катеніном елементи раку, може бути найбільш ефективним у лікуванні захворювання. Порушуючи сигнальні шляхи Wnt/β-катенін, короткочасна неоад'ювантна променева терапія (англ. short-term neoadjuvant radiotherapy, STNR) може допомогти запобігти клінічному рецидиву захворювання після хірургічного втручання, але для визначення адекватного лікування, заснованого на цій концепції, необхідно провести ще багато роботи.
Лабораторні дослідження також вказали на потенційні терапевтичні цілі для майбутніх клінічних досліджень. Медіатори VEGFR-1 і EMT можуть бути ідеальними мішенями для запобігання розвитку раку та метастазування. Було показано, що 5-аміносаліцилат знижує рівень β-катеніну і його локалізацію в ядрі в клітинах раку товстої кишки, виділених від пацієнтів, і у пацієнтів. Як результат, він може бути корисним як хіміопрофілактичний засіб для колоректального раку. Крім того, було показано, що ацилгідразони інгібують передачу сигналів Wnt, характерну для багатьох видів раку, шляхом дестабілізації β-катеніну, таким чином порушуючи передачу сигналів Wnt і запобігаючи аберантному росту клітин, пов'язаному з раком. З іншого боку, деякі концепції лікування передбачають активізацію системи адгезії Е-кадгерин/катенін, щоб запобігти порушенню адгезіі і пригніченню контакту, а через це і метастазам раку. Одним із можливих способів досягти цього, який був успішним на мишачих моделях, є використання інгібіторів активації Ras для підвищення функціональності цих систем адгезії. Інші регулятори катеніну, кадгерину або клітинного циклу також можуть бути корисними при лікуванні різних видів раку.
Незважаючи на те, що останні лабораторні та клінічні дослідження дали багатообіцяючі результати для лікування різних видів раку, пов'язаних із катеніном, шлях Wnt/β-катенін може ускладнити пошук єдиної правильної терапевтичної мішені, оскільки було показано, що цей шлях спричинює цілу низку різних дій та функцій, деякі з яких, можливо, навіть можуть виявитися антионкогенними.

### Катеніни і рак
Висновки:
- Асоційовані раки: колоректальний рак і рак яєчників; піломатрікома; медулобластома; плеоморфні аденоми; злоякісна мезотеліома; гліобластоми.[6][39]
- Мутації в генах катеніну можуть спричинити втрату контактного гальмування, що може сприяти розвитку раку та утворенню пухлин.[19][20]
- Мутації, пов'язані з аберантним ростом шару епітеліальних клітин через відсутність адгезії і пригнічення контакту
- Знижені рівні α-катеніну
- Підвищення рівня β-катеніну
- Стимуляція шляху Wnt/β-катенін
- Зміна катеніну (і посилення шляху Wnt/β-катенін) може допомогти стимулювати епітеліально-мезенхімальний перехід
- Мутації або аномальна регуляція катенінів також можуть бути пов'язані з іншими факторами, які сприяють метастазам і онкогенезу
- Лікування зосереджено на корекції аномальних рівнів катеніну або регулюванні шляхів катеніну, які пов'язані з розвитком і прогресуванням раку